# Sturmgewehr 44
StG-44 (förkortning för Sturmgewehr 44, "stormgevär modell 1944") räknas vara världens första moderna automatkarbin och anfader till ett antal moderna vapen som t.ex. det sovjetiska vapnet AK-47, då dess konstruktion inspirerat andra tillverkare att uppnå och överträffa dess funktion. Dessutom har den givit namn åt vapentypen "automatkarbin" i många länder, till exempel i engelskans assault rifle, franskans fusil d'assault och finlandssvenskans "stormgevär". StG-44 kan genom att vrida säkringsspärren ställas in att avge både patronvis och helautomatisk eld.

## Historik
1942, under andra världskriget, påbörjade tyska tekniker utvecklingen av ett helautomatiskt gevär som var tänkt att ersätta kulsprutepistoler, repetergevär och i viss mån lätta kulsprutor i fronttjänst. Geväret skulle avfyra en patron som var en korthylsad version av Mauserpatronen men som ändå skulle vara kraftigare än de pistolpatroner som användes i dåtidens kpistar. Under 1943 fortsatte utvecklingen av det som då kallades MP-43 (Maschinenpistole 1943, "Kulsprutepistol modell 1943"). Vapnet betecknades som en kpist för att kringgå Adolf Hitlers förbud mot utvecklandet av nya gevär.
Under hösten 1943 skickades MP-43 ut till förband på prov. Vapnet användes i större skala första gången av 43. infanteridivisionen på östfrontens norra sektor. Responsen var så positiv att man fortsatte med produktionen. Vapnet var överlägset både kpisten och repetergeväret i de flesta situationer och minskade dessutom skyttesoldaternas beroende av understöd från kulsprutor (MG34 och MG42). Efter att flera divisionschefer krävt av Hitler personligen att vapnet skulle få prioritet godkändes vapnet år 1944 slutligen av Hitler (under namnet MP-44) för fälttjänst.
För att undvika förvirring (frontförband hade begärt mer av de nya gevären) och som propaganda döptes vapnet slutligen i december 1944 om till Sturmgewehr 44.
Enligt organisationsscheman skulle hela grupper och plutoner utrustas med StG-44 från och med slutet av 1944 (i grenadjärkompanier och pansargrenadjärkompanier). En pluton utrustad med StG-44 benämndes Sturmzug (stormpluton). Man kan dock fråga sig om så verkligen skedde i någon större utsträckning med tanke på den hårt ansträngda tyska krigsekonomin. Fotografier från perioden 1944–1945 visar ofta att endast enstaka soldater var utrustade med StG-44, övriga soldater hade fortfarande repetergevär eller kulsprutepistoler. MP 40 och Karabiner 98k förblev de vanligaste vapnen. 
Samtidigt skrev flera tyska befäl i böcker efter kriget att StG-44 prioriterades till de rörliga kompanier som genomförde motattacker vid fientliga inbrytningar.
425 977 StG-44 tillverkades under kriget. Efter krigsslutet användes restlagret under en tid av den östtyska armén för att sedan exporteras till Jugoslavien, Mellanöstern och Afrika.

## Kuriosa
Konceptet användes som bas för den sovjetiska AK-47:an (som inte har några mekaniska likheter med StG-44). Däremot är Heckler & Koch G3 eller Ak 4 som den svenska licenstillverkade versionen kallas, besläktad med StG-44, då det vapnet utvecklades av samma ingenjörer. Dock delar G3:an och StG-44:an heller inga mekaniska likheter då G3:an utvecklades med en prototyp för en ersättare till StG-44:an som bas.
Det finns ett fotografi från andra världskriget, troligtvis från 1944, som visar den svenska SS-officeren Hans-Gösta Pehrsson sittande med en Sturmgewehr 44 i knät.